# ベイビー・アイム・ユアーズ
「ベイビー・アイム・ユアーズ」（Baby I'm Yours）は、バーバラ・ルイスが1965年に発表した楽曲。作詞作曲はヴァン・マッコイ。ルイスの代表作の一つ。

## 概要
ヴァン・マッコイは特別にバーバラ・ルイスのために本作品を書いたと言われている。ルイスはマッコイが吹き込んだデモを最初に聴いたとき、要求される歌の質の高さにおののいた。ルイスは自分の手に余ると感じるも、結局1965年1月8日にはニューヨークのアトランティック・レコーディング・スタジオにオーケストラをはじめ多くのミュージシャンが集められた。編曲はバート・バーンズが務め、制作はバーンズとルイスのマネージャーのオーリー・マクラフリンの指揮の下行われた（レコードには「An Ollie McLaughlin Production / Directed by Bert Berns」とクレジットされている）。
不安は的中し、レコーディング後、ルイスは自身のボーカルが100％力を出し切ったものでないことを認めた。アトランティックが標準以下だとして、お蔵入りにすることさえ望んだ。マクラフリンはルイスに言った。「バーバラ、これからデトロイトに戻って君のところだけダビングしなくちゃならない。歌を取り直すんだ。君はあの曲に与えるべきものをまだ果たしていない」
デトロイトで再レコーディングが行われるが、何テイクか録ってもマクラフリンの落胆は続いた。「いったいどうしたらこのシンガーから力を引き出すことができるんだ？ この石頭め。あのな、カレンなら君よりずっとうまく歌えるぞ」。カレンというのはマクラフリンの娘だった。この言葉がルイスの体に火をつけ、次に吹き込んだテイクでボーカルは完成した。ルイスらがダビングしたスタジオはシカゴとも言われる。
1965年3月、シングルとして発表された。ビルボード・Hot 100の11位、R&Bチャートの5位、カナダRPMの7位を記録。1965年の年間チャートの38位を記録するなど大ヒットとなった。

## 演奏者
- バーバラ・ルイス - リード・ボーカル
- ビル・サイカー - ギター
- ジミー・ルイス - ベース
- ポール・グリフィン - ピアノ
- ゲイリー・チェスター - ドラムズ
- アーティ・バトラー - パーカッション、ハンドクラップ
- ヴァン・マッコイ - バッキング・ボーカル
- ケンドラ・スポッツウッド - バッキング・ボーカル

- クラーク・テリー - トランペット
- ダッド・バスコム - トランペット
- ジミー・クリーブランド - トロンボーン
- トニー・スタッド - トロンボーン
- フランク・ヘイウッド・ヘンリー - バリトン・サックス
- チャーリー・ブラウン - テナー・サックス
- ジョージ・ウィルトシャイア - オーケストラの指揮

## カバー・バージョン
- ピーター&ゴードン - 1965年のシングル。全英シングルチャートの19位を記録。
- ジャック・ジョーンズ - 1966年のアルバム『For the "In" Crowd』に収録。
- シラ・ブラック - 1966年のアルバム『Cilla Black Sings a Rainbow』に収録。
- ボビー・ヴィントン - 1970年のアルバム『My Elusive Dreams』に収録。
- ジョディ・ミラー - 1971年のシングル。ビルボードのカントリー・チャートの5位を記録。
- キャス・エリオット - 1972年のアルバム『Cass Elliot』に収録。
- ペトゥラ・クラーク - 1972年のアルバム『Now』に収録。
- B.B.キング - 1974年のアルバム『Friends』に収録。
- ニルソン - 1976年のアルバム『...That's the Way It Is』に収録。リンダ・ローレンスとのデュエット。
- デビー・ブーン - 1977年のアルバム『You Light Up My Life』に収録。
- ビリー・プレストン - 1981年のアルバム『The Way I Am』に収録。
- KC&ザ・サンシャイン・バンド - 1981年のアルバム『The Painter』に収録。
- タニヤ・タッカー - 1983年のシングル。ビルボードのカントリー・チャートの22位を記録。
- シェール - 1990年のアルバム『Mermaids』に収録。
- ダイアン・マリーノ - 2008年のアルバム『Just Groovin'』に収録。